# Jošimi Jamašitaová
Jošimi Jamašitaová (japonsky: 山下良美, Jamašita Jošimi, * 20. února 1986) je japonská fotbalová rozhodčí. Byla oficiální rozhodčí na Mistrovství světa ve fotbale žen 2019 ve Francii. Rozhodovala také na Letních olympijských hrách 2020 v zápase mezi Spojenými státy a Švédskem. V roce 2022 se stala jednou ze tří ženských rozhodčích vybraných pro soudcování na mužském Mistrovství světa ve fotbale 2022.
Během roku 2022 se Jamašitaová stala první ženskou rozhodčí, která řídila zápas jak v mužské Lize mistrů AFC, tak v lize J1. Byla sudí na utkáních mezi Melbourne City a Chunnam Dragons (2:1) a FC Tokio a Kjóto Sanga (2:0).